# 금도마뱀붙이
금도마뱀붙이(Gekko badenii)는 골든 게코(golden gecko)라고도 불리며, 도마뱀붙이류에 속한 베트남 고유종이다.

## 어원
종명 badenii는 금도마뱀붙이가 토착하는 바댄산(en:Black Virgin Mountain)을 의미한다.

## 형태
금도마뱀붙이는 이름답게 온몸이 금색 비늘로 뒤덮여있다. 수컷은 꼬리까지 7-8cm, 암컷은 5-6cm까지 자란다. 수컷은 꼬리 밑동이 더 길고, 꼬리 밑동에 혹덩어리가 있다. 대퇴공은 다리 밑에 있다. 암컷은 혹덩어리도 대퇴공도 없다.

## 분포와 서식지
금도마뱀붙이는 남부 베트남의 떠이닌성, 학명의 이명 Gekko ulikovskii 의 유래인 꼰뚬성에 분포한다. 서식지에 대해서는 정확한 정보가 없지만 아마 저지대 우림에 서식하는 것으로 보인다.

## 식단
금도마뱀붙이는 주로 곤충을 먹지만 과일도 섭취하며, 이파리에 고인 빗물을 들이켜 수분을 보충한다.

## 번식
금도마뱀붙이는 난생한다.

## 사육
금도마뱀붙이는 애완동물 시장에서 활발하게 거래되지는 않기 때문에 대부분의 표본은 야생에서 잡은 것이다. 성체를 사육하려면 가급적 80리터 이상의 크기의 테라리움을 준비해야 하지만, 40-60리터 크기의 수직형 테라리움을 사용할 수도 있다. 암컷은 합사할 수 있지만 수컷은 서로 싸운다. 유체를 사육할 때는 먹이를 매일 줘야 하지만, 성체는 5-6일마다 주면 된다. 아성체와 성체는 귀뚜라미, 밀웜, 왁스웜, 바나나나 망고 등의 과일 따위의 칼슘이 풍부한 음식을 먹이는 게 좋다.